# Himalopsyche tibetana
Himalopsyche tibetana är en nattsländeart som först beskrevs av Martynov 1930.  Himalopsyche tibetana ingår i släktet Himalopsyche och familjen rovnattsländor. Inga underarter finns listade i Catalogue of Life.